# Wyszcza liha (1992)
Wyszcza liha w piłce nożnej 1992 – I edycja najwyższych w hierarchii rozgrywek ligowych ukraińskiej klubowej piłki nożnej. Sezon rozpoczął się 6 marca 1992, a zakończył się 21 czerwca 1992.

## Drużyny
Następujące kluby otrzymali prawo występować w Wyszczej Lidze I Mistrzostw niezależnej Ukrainy w piłce nożnej:
- 6 ukraińskich drużyn występujących w Wysszej Lidze SSSR w 1991: Czornomoreć Odessa (4 miejsce), Dynamo Kijów (5 miejsce), Dnipro Dniepropetrowsk (9 miejsce), Szachtar Donieck (12 miejsce), Metałurh Zaporoże (13 miejsce) i Metalist Charków (15 miejsce).

- 2 ukraińskie drużyny występujące w Pierwoj Lidze SSSR w 1991: Bukowyna Czerniowce (5 miejsce) i Tawrija Symferopol (6 miejsce).

- 9 z 11 najlepszych ukraińskich drużyn występujących w strefie zachodniej Wtoroj Lidze SSSR w 1991: Karpaty Lwów (1 miejsce), Zoria Ługańsk (2 miejsce), Nywa Tarnopol (4 miejsce), Nywa Winnica (5 miejsce), Torpedo Zaporoże (7 miejsce), Wołyń Łuck (8 miejsce), SKA Odessa (10 miejsce), Kremiń Krzemieńczuk (13 miejsce) i Ewis Mikołajów (15 miejsce).

- 2 najlepsze ukraińskie drużyny występujące w strefie 1 Wtoroj Niższej Lidze SSSR w 1991: Naftowyk Ochtyrka (1 miejsce) i Prykarpattia Iwano-Frankiwsk (2 miejsce).

- zdobywca Pucharu Ukraińskiej SRR w 1991: Temp Szepietówka.

## Stadiony
| Lp. | Klub                         | Miasto          | Stadion               | Pojemność |
| --- | ---------------------------- | --------------- | --------------------- | --------- |
| 1   | Bukowyna Czerniowce          | Czerniowce      | Stadion Bukowyna      | 12 000    |
| 2   | Czornomoreć Odessa           | Odessa          | Stadion CCzMP         | 20 836    |
| 3   | Dnipro Dniepropetrowsk       | Dniepropetrowsk | Stadion Dnipro Meteor | 24 381    |
| 4   | Dynamo Kijów                 | Kijów           | Stadion Dynamo        | 16 873    |
| 5   | Ewis Mikołajów               | Mikołajów       | Stadion Centralny     | 24 325    |
| 6   | Karpaty Lwów                 | Lwów            | Stadion Ukraina       | 28 051    |
| 7   | Kremiń Krzemieńczuk          | Krzemieńczuk    | Stadion Dnipro        | 11 300    |
| 8   | Metalist Charków             | Charków         | Stadion Metalist      | 43 000    |
| 9   | Metałurh Zaporoże            | Zaporoże        | Stadion Metałurh      | 11 883    |
| 10  | Naftowyk Ochtyrka            | Ochtyrka        | Stadion Naftowyk      | 5 256     |
| 11  | Nywa Tarnopol                | Tarnopol        | Stadion Miejski       | 16 450    |
| 12  | Nywa Winnica                 | Winnica         | Stadion Centralny     | 24 000    |
| 13  | Prykarpattia Iwano-Frankiwsk | Iwano-Frankiwsk | Stadion Ełektron      | 15 000    |
| 14  | Szachtar Donieck             | Donieck         | Stadion Szachtar      | 31 718    |
| 15  | SK Odessa                    | Odessa          | Stadion SKA           | 30 000    |
| 16  | Tawrija Symferopol           | Symferopol      | Stadion Łokomotyw     | 20 000    |
| 17  | Temp Szepietówka             | Szepetówka      | Stadion Temp          | 1 000     |
| 18  | Torpedo Zaporoże             | Zaporoże        | Stadion ZAZ           | 15 000    |
| 19  | Wołyń Łuck                   | Łuck            | Stadion Awanhard      | 10 792    |
| 20  | Zoria Ługańsk                | Ługańsk         | Stadion Awanhard      | 23 243    |

## Tabela

### Końcowa tabela grupy A
|    | Klub                | M  | Zw. | Rem. | Por. | BZ | BS | +/- | Pkt. | Uwagi                     |
| -- | ------------------- | -- | --- | ---- | ---- | -- | -- | --- | ---- | ------------------------- |
| 1  | Tawrija Symferopol  | 18 | 11  | 6    | 1    | 30 | 9  | 21  | 28   | Liga Mistrzów             |
| 2  | Szachtar Donieck    | 18 | 10  | 6    | 2    | 31 | 10 | 21  | 26   |                           |
| 3  | Czornomoreć Odessa  | 18 | 9   | 7    | 2    | 30 | 12 | 18  | 24   | Puchar Zdobywców Pucharów |
| 4  | Torpedo Zaporoże    | 18 | 6   | 7    | 5    | 21 | 16 | 5   | 19   |                           |
| 5  | Metałurh Zaporoże   | 18 | 6   | 6    | 6    | 20 | 19 | 1   | 18   |                           |
| 6  | Karpaty Lwów        | 18 | 5   | 6    | 7    | 15 | 18 | -3  | 16   |                           |
| 7  | Kremiń Krzemieńczuk | 18 | 4   | 8    | 6    | 17 | 23 | -6  | 16   |                           |
| 8  | Nywa Winnica        | 18 | 5   | 4    | 9    | 18 | 33 | -15 | 14   | Spadek                    |
| 9  | Ewis Mikołajów      | 18 | 3   | 4    | 11   | 12 | 29 | -17 | 10   | Spadek                    |
| 10 | Temp Szepietówka    | 18 | 2   | 4    | 12   | 9  | 34 | -25 | 8    | Spadek                    |

### Końcowa tabela grupy B
|    | Klub                         | M  | Zw. | Rem. | Por. | BZ | BS | +/- | Pkt. | Uwagi       |
| -- | ---------------------------- | -- | --- | ---- | ---- | -- | -- | --- | ---- | ----------- |
| 1  | Dynamo Kijów                 | 18 | 13  | 4    | 1    | 31 | 13 | 18  | 30   | Puchar UEFA |
| 2  | Dnipro Dniepropetrowsk       | 18 | 10  | 3    | 5    | 26 | 15 | 9   | 23   |             |
| 3  | Metalist Charków             | 18 | 8   | 5    | 5    | 21 | 16 | 5   | 21   |             |
| 4  | Nywa Tarnopol                | 18 | 8   | 5    | 5    | 16 | 12 | 4   | 21   |             |
| 5  | Wołyń Łuck                   | 18 | 8   | 2    | 8    | 24 | 21 | 3   | 18   |             |
| 6  | Bukowyna Czerniowce          | 18 | 7   | 4    | 7    | 17 | 16 | 1   | 18   |             |
| 7  | Zoria-MAŁS Ługańsk           | 18 | 6   | 5    | 7    | 23 | 23 | 0   | 17   |             |
| 8  | Naftowyk Ochtyrka            | 18 | 5   | 3    | 10   | 12 | 28 | -16 | 13   | Spadek      |
| 9  | Prykarpattia Iwano-Frankiwsk | 18 | 3   | 6    | 9    | 9  | 18 | -9  | 12   | Spadek      |
| 10 | SK Odessa                    | 18 | 3   | 1    | 14   | 15 | 32 | -17 | 7    | Spadek      |

Legenda:
|  | Eliminacje Ligi Mistrzów  |
|  | Puchar Zdobywców Pucharów |
|  | Puchar UEFA               |
|  | Puchar Intertoto          |
|  | Spadek do Pierwszej Lihi  |

Do 5 kwietnia 1992 roku klub SK Odessa nazywał się SKA Odessa.

### Finał
21 czerwca 1992, Lwów.
Tawrija Symferopol - Dynamo Kijów - 1:0 (0:0)

### Mecz o III miejsce
20 czerwca 1992, Zaporoże
Dnipro Dniepropetrowsk - Szachtar Donieck - 3:2 (2:0)

## Najlepsi strzelcy
| # | Strzelec          | Drużyna             | Mecze | Bramki(karne) |
| - | ----------------- | ------------------- | ----- | ------------- |
| 1 | Jurij Hudymenko   | Tawrija Symferopol  | 18    | 12            |
| 2 | Tymerłan Husejnow | Zoria-MAŁS Ługańsk  | 15    | 11            |
| 3 | Iwan Hecko        | Czornomoreć Odessa  | 14    | 10 (5)        |
| 3 | Serhij Rebrow     | Szachtar Donieck    | 19    | 10            |
| 5 | Ołeksandr Zajeć   | Torpedo Zaporoże    | 18    | 9 (3)         |
| 6 | Serhij Szewczenko | Tawrija Symferopol  | 18    | 8 (2)         |
| 7 | Jurij Hrycyna     | Dynamo Kijów        | 13    | 7             |
| 7 | Iwan Korponaj     | Kremiń Krzemieńczuk | 14    | 7             |
| 7 | Oleg Salenko      | Dynamo Kijów        | 16    | 7 (3)         |
| 7 | Serhij Husiew     | Czornomoreć Odessa  | 17    | 7 (1)         |

## Medaliści
(liczba meczów i goli w nawiasach)
| 1. Tawrija Symferopol |
| Bramkarze: Ołeh Kołesow (19 / -9), Dmitrij Gulenkow (1). Obrońcy: Mykoła Turczynenko (19), Ołeksandr Hołowko (18), Ihor Wołkow (17 / 1), Jurij Gietikow (14), Sefer Alibajew (9), Serhij Woroneżski (7). Pomocnicy: Andrij Oparin (19 / 1), Władisław Nowikow (18 / 1), Vidmantas Vyšniauskas (15), Tolat Szejchametow (7), Dmitrij Smirnow (5), Jurij Michajłus (2), Serhij Jesin (1). Napastnicy: Siergiej Gładyszew (19 / 6), Jurij Hudymenko (18 / 12), Serhij Szewczenko (18 / 8), Sergey Andreev (15 / 2). Trener: Anatolij Zajajew. Odeszli w sezonie: Marat Mułaszew (2) (Rubin-TAN Kazań), Ołeksandr Kundienok (2) (Polissia Żytomierz).                                                                                |
| 2. Dynamo Kijów |
| Bramkarze: Valdemaras Martinkėnas (10 / -7), Ihor Kutepow (9 / -7). Obrońcy: Jurij Moroz (19), Andrij Annenkow (17), Serhij Zajeć (15 / 1), Anatolij Bezsmertny (14), Ołeh Łużny (13 / 2), Achrik Cwejba (9), Serhij Szmatowałenko (9), Gintaras Kvitkauskas (6), Jerwand Sukiasjan (5 / 2), Andriej Aleksanienkow (2). Pomocnicy: Wołodymyr Szaran (19 / 2), Stepan Beca (14 / 1), Jurij Hrycyna (13 / 7), Pawło Jakowenko (12 / 1), Ołeh Wołotiok (11 / 2), Serhij Kowałeć (12 / 1). Napastnicy: Oleg Salenko (16 / 7), Ołeh Matwiejew (10 / 1), Walerij Jesipow (6), Wiktor Łeonenko (5 / 3). Trener: Anatolij Puzacz. Odeszli w sezonie: -.                                                                                  |
| 3. Dnipro Dniepropetrowsk |
| Bramkarzy: Wałerij Horodow (19 / -17), Mykoła Medin (0). Obrońcy: Serhij Diriawka (17), Wołodymyr Horiły (17), Wołodymyr Bahmut (14 / 3), Serhij Beżenar (9 / 2), Serhij Mamczur (9), Andrij Judin (8). Pomocnicy: Andrij Połunin (17 / 2), Ołeksandr Zacharow (17 / 2), Jewhen Pochlebajew (16), Ołeksij Saśko (16), Jurij Maksymow (14 / 3), Wadym Tyszczenko (13 / 2), Dmytro Mychajłenko (1), Ołeksandr Omelczuk (1). Napastnicy: Wałentyn Moskwyn (19 / 3), Serhij Konowałow (14 / 5), Serhij Dumenko (7 / 4), Ołeksandr Palanycia (7 / 1), Ołeksandr Tiehajew (2). Trener: Jewhen Kuczerewski (do 22 marca (3 gry)), Mykoła Pawłow (od 22 marca (16 gier)). Odeszli w sezonie: Wołodymyr Łebid´ (7 / 1) (Krystał Chersoń). |

Uwaga: Piłkarze oznaczone kursywą występowali również na innych pozycjach.